# Szemu’el Rechtman
Szemu’el Rechtman (hebr.: שמואל רכטמן, ang.: Shmuel Rechtman, ur. 1924 w Rechowot, zm. 23 lipca 1988) – izraelski samorządowiec i polityk, w latach 1970–1977 burmistrz Rechowot, w latach 1977–1979 poseł do Knesetu z listy Likudu.
W wyborach parlamentarnych w 1977, które pierwszy raz w historii kraju przyniosły zwycięstwo prawicy, dostał się do izraelskiego parlamentu. W dziewiątym Knesecie zasiadał dwa lata – 18 czerwca 1979 zrezygnował, a mandat po nim objął Dawid Sztern. Był pierwszym członkiem Knesetu, który trafił do więzienia.